# Генезий Арльский
Генезий (умер в 303 или 308 году) — святой мученик, нотариус из Арля. День памяти — 25 августа.
Святой Генезий, или Женез (фр.: Saint Genès), нотариус, пострадал во времена правления императора Максимиана. 
Святой Генезий почитается покровителем нотариусов и секретарей. К нему молитвенно обращаются при обморожениях и перхоти. 
Иногда святого Генезия из Арля отождествляют со святым Генезием из Рима, покровителем актёров, комедиантов и конферансье, которого поминают в тот же день.